# Hălchiu (gmina)
Hălchiu – gmina w Rumunii, w okręgu Braszów. Obejmuje miejscowości Hălchiu i Satu Nou. W 2011 roku liczyła 4218 mieszkańców. 